# تخت نادری

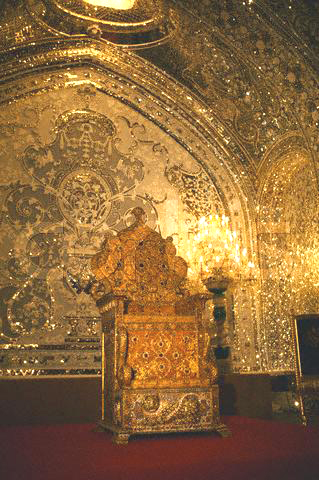
تخت نادری در تالار سلام کاخ گلستان تهران

تخت نادری نام اریکه سلطنتی است که به دستور فتحعلی شاه قاجار توسط جواهرسازان و صنعتگران ایرانی ساخته شده‌است. این تخت مرصع و میناکاری شده به شمارش دقیق دارای ۲۶ هزار و ۷۳۳ جواهر قیمتی است که برای اردوکشی به چمن سلطانیه زنجان در ۱۲ قطعه مجزا ساخته شد. تخت نادری از نظر شکل و ترکیب و تزیینات زیباتر از تخت طاووس (قاجاری) است. پشت انداز آن با ترنج و جواهرات درشت و خوش رنگش آن را مجلل تر نشان می‌دهد. در دو طرف پشت انداز تخت که مانند دم طاووس چتر زده و در بالا دارای تاجی است، نقش دو اژدهای پیچ خورده یا سمندر قرار دارد که دم آنها به شکل سر عقاب یا طوطی درآمده‌است. نظیر همین دو اژدها در دو طرف پله اول تخت نیز دیده می‌شود که در این جا دارای پا بود و به سطح و دیواره پله چسبیده‌اند. در دیواره عمودی پله اول تخت، نقش شیری، برجسته کاری شده که بدن آن همچون پوست پلنگ خالدار و جواهر نشان شده‌ است. در دو طرف تخت نیز در داخل ترنج‌های اسلیمی مشبک، نقش دو طوطی میناکاری شده مشاهده می‌گردد.
این تخت تنها در مواقع سفر برای پادشاه حمل می‌شد و در بقیه اوقات در خزانه سلطنتی نگهداری می‌شد. تا پیش از تدوین قانون خزانه بانک ملی ایران، این تخت در تالار سلام کاخ گلستان تهران و در کنار تخت طاووس (قاجاری) نگهداری می‌شد و پس از آن به موزه جواهرات سلطنتی انتقال یافت. این تخت برای آخرین بار در تاجگذاری محمدرضا شاه پهلوی در چهارم آبان ماه ۱۳۴۶ خورشیدی در تالار سلام کاخ موزه گلستان مورد استفاده قرار گرفت. در حال حاضر این اثر گرانبها در موزه جواهرات ملی بانک مرکزی جمهوری اسلامی ایران نگهداری می‌شود. از این تخت به اشتباه گاهی به عنوان تخت طاووس یاد می‌شود.
این تخت زیبای جواهرنشان و میناکاری شده، در حال حاضر در گنجینه موزه جواهرات ملی ایران بانک مرکزی نگهداری می‌شود. تخت نادری در دوران قاجار ساخته شد. برخی تصور می‌کنند که چون این تخت، نادری نام دارد پس به احتمال فراوان مربوط به نادرشاه افشار است. در صورتی که نادر در زبان فارسی به معنی کمیاب است و این تخت به خاطر کمیاب بودن و زیبایی منحصربه‌فردش به این نام شهره شده است. این تخت فوق العاده زیبا به فرمان فتحعلی شاه قاجار ساخته شد و در بسیاری از نقاشی‌های آن زمان دیده می‌شود. این تخت در کاخ موزه گلستان نگهداری می‌شد ولی بعدها به خزانه جواهرات سلطنتی بانک مرکزی منتقل شد. نمونه جایگزین یا دگر (بدل) این تخت در کنار بدل تخت طاووس (قاجاری)، در تالار سلام کاخ موزه گلستان نگهداری می شود.
این تخت برای آخرین بار در زمان تاجگذاری محمدرضا شاه پهلوی مورد استفاده قرار گرفت.